# Jan II van Robbroek
Jan II (Mechelen, 1381) ridder van Robbroek was tijdens de tweede helft van de 14e eeuw schepen, ontvanger en schout van de stad Mechelen.

## Afkomst
Jan II van Robbroek is een telg van het huis van Robbroe(c)k, een oud Brabants riddergeslacht. Oorspronkelijk waren zij heren van Merchtem en Steenhuffel, maar weken later uit naar de stad Mechelen waarbij meerdere leden van het geslacht aangesteld werden als schepenen en rentmeesters van het Land van Mechelen. 

## Van schepen tot schout
Jan II van Robbroek werd in navolging van zijn vader schepen in de Mechelse schepenbank. In tegenstelling tot zijn vader was hij echter vele minder verbonden met de lakenhandel waardoor hun familie een belangrijke machtspositie verwierf. In 1360 werd Jan II van Robbroek schout van de stad Mechelen voor Margaretha van Brabant, hertogin van Brabant. Hij bleef schout tot aan zijn overlijden in 1381, waardoor zijn oudste zoon: Hendrik II van Robbroek de opvolger werd. Jan II van Robbroek trouwde met Marguerite Estor en kregen vier kinderen: Hendrik II van Robbroek, Jan III van Robbroek, Amelryk van Robbroek en Marguerite van Robbroek.

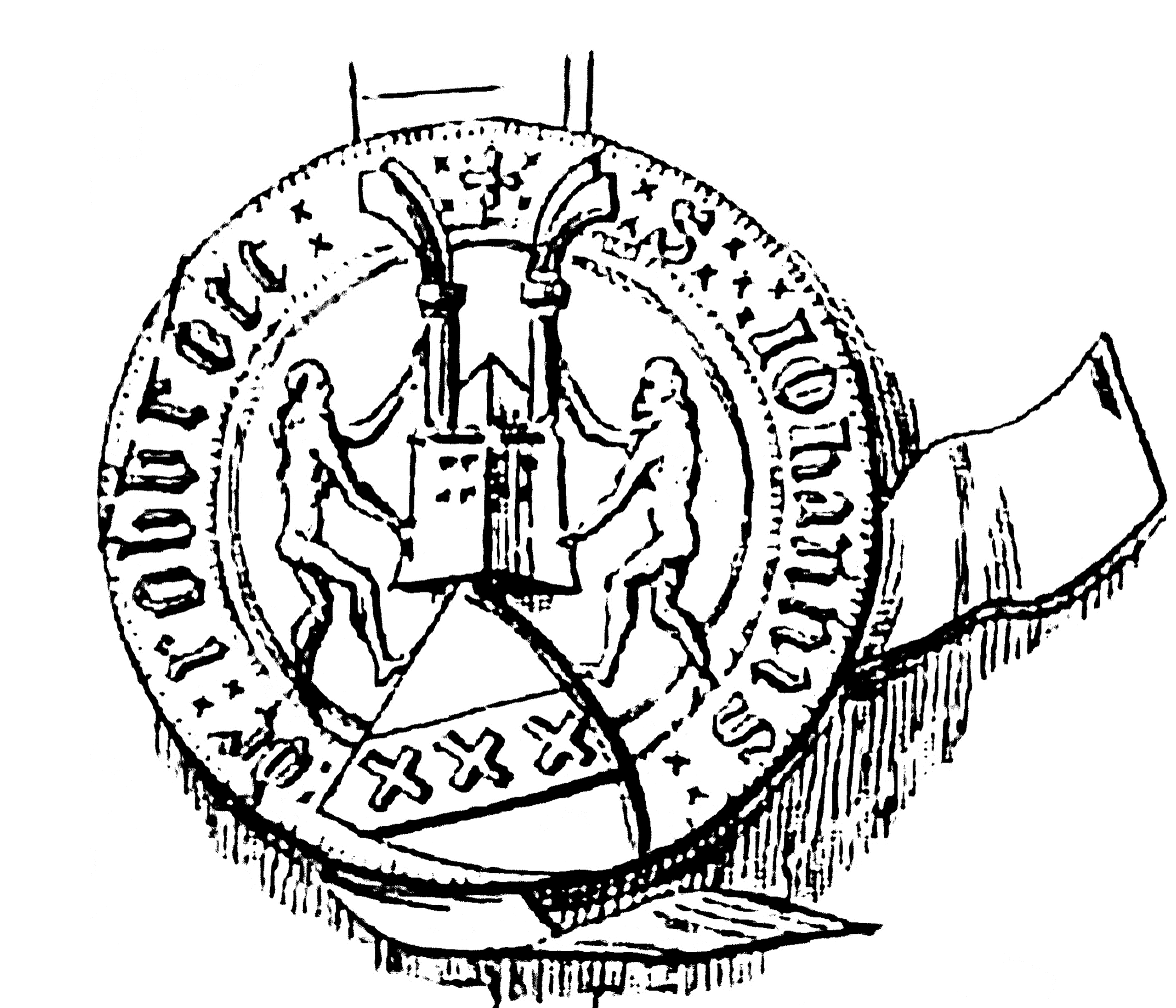
De officiële zegel van Jan II.

In 1356 zou Jan II van Robbroek samen met zijn oom, Hendrik I van Robbroek, een verdrag ondertekenen samen met de andere Mechelse patriciërs waarbij zij Lodewijk van Male, de graaf van Vlaanderen, openlijk steunen als nieuwe hertog van Brabant.

## Zie ook

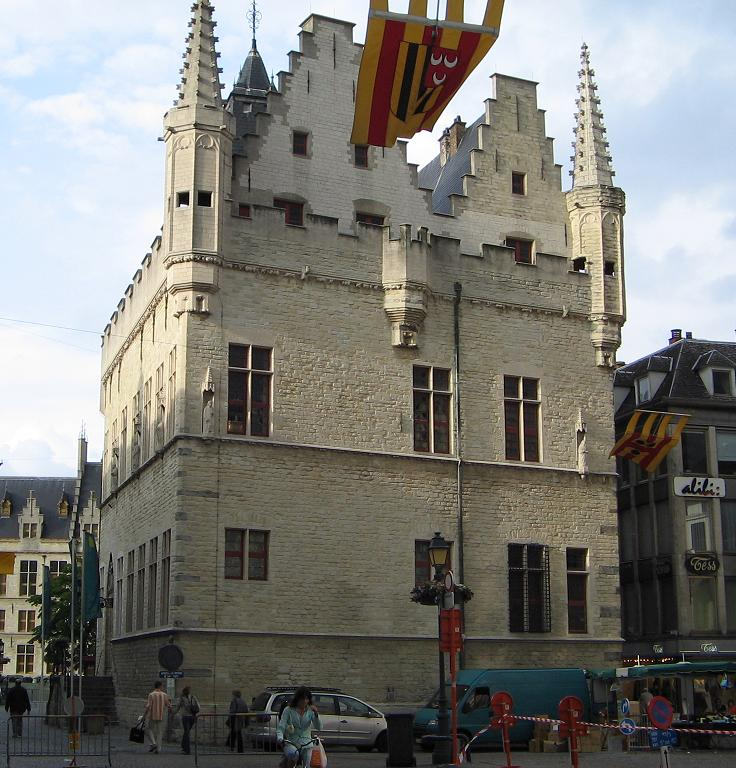
Het Schepenhuis van Mechelen.